# Manolis Andronikos

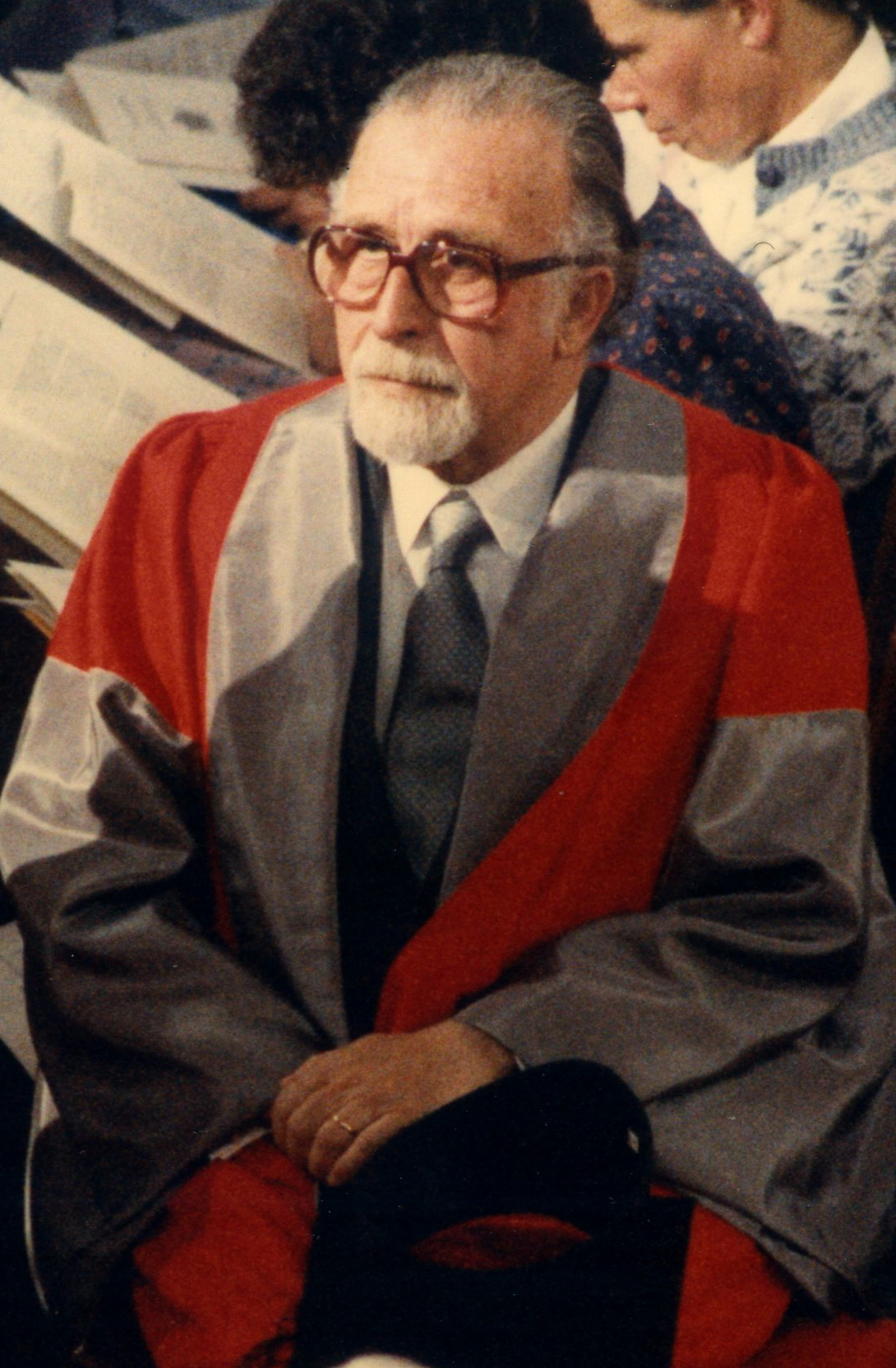
Manolis Andronikos

Manolis Andronikos (em grego: Μανόλης Ανδρόνικος) (23 de outubro de 1919 - 30 de março de 1992) foi um arqueólogo grego e professor da Universidade Aristóteles de Tessalônica.

## Biografia
Andronikos nasceu em 23 de outubro de 1919, em Bursa (grego: Προύσα). Seu pai era originário da ilha de Samos, enquanto sua mãe era de Imbros.  Mais tarde, sua família mudou-se para Thessaloniki.

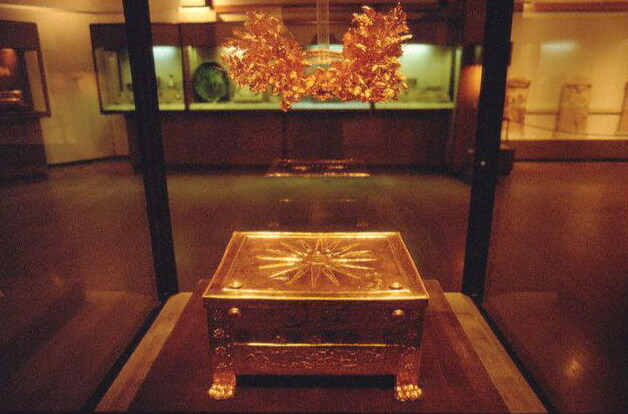
O Golden Larnax (desde 1997 no Museu Arqueológico de Vergina; aqui no Museu Arqueológico de Thessaloniki) que continha os restos mortais do rei Filipe II.

Ele estudou filosofia na Universidade Aristóteles de Thessaloniki e em 1952 tornou-se professor de Arqueologia Clássica na Universidade Aristóteles de Thessaloniki. Mais tarde, ele continuou seus estudos na Universidade de Oxford com o professor Sir John D. Beazley de 1954 a 1955. Ele voltou para a Universidade Aristóteles de Thessaloniki em 1957, onde ensinou Arqueologia primeiro como instrutor e depois (1964) como professor.
Ele era casado com a professora Olympia Kakoulidou e adorava ler poesia, especialmente Kostis Palamas, Giorgos Seferis, e Odysseas Elytis. Ele foi o fundador de um grupo cultural local chamado Art (grego: Η τέχνη).

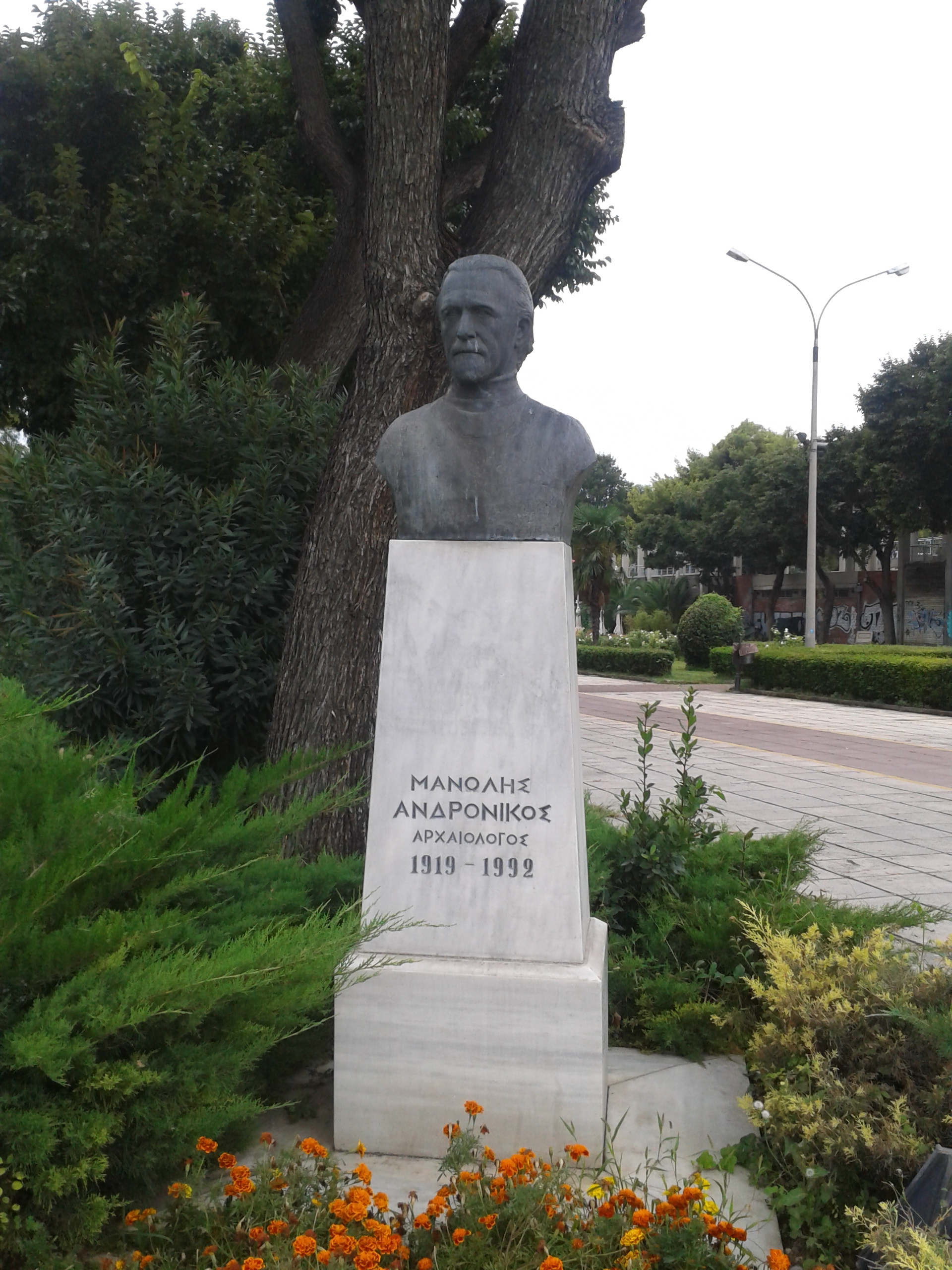
Busto de Andronikos em Tessalônica

Manolis Andronikos conduziu pesquisas arqueológicas em Veroia, Naousa, Kilkis, Chalkidiki e Thessaloniki, mas sua pesquisa principal foi feita em Vergina, onde seu professor, o professor K. Rhomaios, fundou em 1937 a Escavação da Universidade Aristóteles em Vergina. Sua maior descoberta ocorreu em 8 de novembro de 1977, quando encontrou uma tumba em Vergina que identificou como a de Filipe II da Macedônia. Não foi saqueado e continha muitos itens valiosos, como um larnax dourado. Os achados desta tumba foram posteriormente incluídos na exposição itinerante "The Search for Alexander" exibida em quatro cidades dos Estados Unidos de 1980 a 1982. Embora a descoberta seja de grande importância arqueológica, a identificação da tumba com Filipe foi contestada por alguns arqueólogos; dito isso, se a tumba não é de Filipe, uma das outras no mesmo complexo provavelmente é.
Andronikos foi membro do Conselho Arqueológico Central (1964-1965), da Sociedade Arqueológica de Atenas, da Associação de Estudos Macedônios, da Associação Internacional de Críticas de Arte e do Instituto Arqueológico Alemão de Berlim. Ele viveu permanentemente em Thessaloniki na rua Papafi e morreu em 30 de março de 1992, tendo sofrido um derrame e sido diagnosticado com câncer de fígado.

## Necrologia
- Eugene N. Borza. "Manolis Andronikos, 1919–1992." American Journal of Archaeology 96.4 (Oct., 1992) 757–758.